# Roland Thibaut
Roland Thibaut (27 de abril de 1946) es un deportista francés que compitió en remo. Ganó una medalla de plata en el Campeonato Mundial de Remo de 1978, en la prueba de cuatro scull.

## Palmarés internacional
| Campeonato Mundial | Campeonato Mundial        | Campeonato Mundial | Campeonato Mundial |
| Año                | Lugar                     | Medalla            | Prueba             |
| ------------------ | ------------------------- | ------------------ | ------------------ |
| 1978               | Cambridge (Nueva Zelanda) | Medalla de plata   | Cuatro scull       |